# Um er-Rbia
Um er-Rbia (arabsky أم الربيع‎, [Um al-rbiyaʿa] oficiální přepis [Oum er Rbia]) je řeka na západě Maroka. Je 556 km dlouhá.

## Průběh toku
Pramení v pohoří Střední Atlas nedaleko od Azrou a teče převážně západním směrem. V horách má prudký tok a na rovině se mění v klidnou řeku. Největší přítoky jsou El-Abid a Tesaut. Ústí do Atlantského oceánu.

## Vodní režim
V zimě (po deštích) a na jaře (při tání sněhu) dochází k prudkým povodním. Průměrný průtok v tomto období dosahuje přibližně 200 m³/s. V období sucha v létě se stává velmi mělkou.

## Využití
Využívá se hojně na zavlažování. Na řece a na jejím přítoku El-Abid byly vybudovány vodní elektrárny.